# معركة الصنابرة
معركة الصنابرة (1113)، هزم فيها الجيش الصليبي بقيادة بالدوين الأول من بيت المقدس من الجيش المسلم الذي أرسله سلطان السلاجقة الأتراك بقيادة مودود من الموصل.

## المعركة
في 1113، انضم مودود إلى طغتكين حاكم دمشق وعبر جيشيهما نهر الأردن جنوب بحيرة طبريا. فقاتلهما بلدوين الأول بالقرب من جسر الصنابرة. تظاهر مودود بالوهن في القتال فاستدرج بلدوين للأمر بهجوم سريع. ففوجئ جيش الفرنجة ولحقت به هزيمة حين التقى الجيش التركي الكبير.
الناجون من الصليبيين تماسكوا وتراجعوا إلى ربوة غرب بحيرة طبريا حيث حصنوا معسكرهم. في هذا الموقع وصلهم المدد من طرابلس وأنطاكية إلا أنهم ظلوا كامنين. كما انضم عدد من الحجيج المسيحيين إلى الجيش الصليبي بعد الصنابرة.
لعدم تمكنه من ابادة الصليبيين، راقبهم مودود بجيشه الرئيسي بينما أرسل سرايا للإغارة على الريف ونهب بلدة نابلس. وفي ذلك، توقع مودود مسبقاً إستراتيجية صلاح الدين في حملتيه اللاحقتين في معركة قلعة بلڤوار (1182) ومعركة الفولة (1183). فكما فعل صلاح الدين لاحقاً في حملتيه، فقد تمكن جيش الفرنجة من صد جيش الملسمين الرئيسي، إلا أن الفرنجة لم يتمكنوا من وقف القوات المغيرة من إلحاق ضرراً عظيماً بالمحاصيل والبلدات.
وبينما جاس الجيش التركي بحرية في الأراضي الصليبية، قابلهم الفلاحون المسلمون بالترحاب والمآزرة. وقد أزعجت تلك العلاقة بشدة أصحاب المزارع الصليبيين، الذين كانوا في آخر الأمر يعتمدون على تأجير الأرض لأولئك الفلاحين.

## النتائج
كان مودود غير قادرٍ على القيام بأي فتوحات دائمة بعد انتصاره. بعدها سرعان ما أغتيل وتولى آق سنقر البرسقي قيادة المحاولة الفاشلة التالية لغزو الرها عام 1114. تتبع روجر دي سالرنو آخر الجيوش السلوجقية الغازية في معركة سارمين بعد حملة طويلة عام 1115.